# Surface Pen
El Surface Pen és a la vegada un estilet actiu i bolígraf digital desenvolupat per Microsoft per a la seva sèrie de dispositius informàtics Microsoft Surface. Va ser dissenyat per a demostrar les capacitats com Pen Computing dels sistemes operatius de Microsoft Windows 8/8.1 i Windows 10.

## Primera generació
El primer Surface Pen va ser introduït el 2012 juntament amb la tauleta convertible Surface Pro que utilitza la tecnologia Penabled dissenyada per Wacom. Té un botó físic al costat per simular el botó dret del ratolí quan el llapis entra en contacte amb la pantalla, així com una goma d'esborrar a la punta dalt del bolígraf que elimina els traços de tinta quan entra en contacte amb la pantalla. Anava inclosa amb les tauletes Surface Pro i Surface Pro 2, però no és compatible amb altres models. Tot i que la tecnologia quedà desfasada amb les generacions posteriors i ara es comercialitza amb el nom de "Pro Pen", que encara es pot comprar com un accessori per al Surface Pro i Surface Pro 2, així com per altres dispositius compatibles amb la Tecnologia Penabled com la línea de producte dels Lenovo ThinkPad.

## Línia de temps
Font: Microsoft Devices Blog